# Якоб Вакернагель
Якоб Вакернагель, Якоб Вакернаґель (нім. Jacob Wackernagel; 11 грудня1853, Базель — 22 травня 1938, там само) — швейцарський мовознавець. Фахівець в галузі грецької мови та індоєвропеїстики.

## Біографія
Син філолога Вільгельма Вакернагеля. Класичну філологію, германістику та історію студіював у Геттінгенському та Лейпцизькому університетах. Докторську дисертацію захистив 1875 року в Базелі. Викладав у Базельському університеті, з 1879 року професор грецької мови, наступник Фрідріха Ніцше. В 1902 році був запрошений у Геттінгенський університет, але через першу світову війну, змушений був повернутися в Базель. Вийшов на пенсію в 1936 році, й помер 22 травня 1938 в Базелі.
Головна праця Вакернагеля — «Altindische Grammatik», всебічна граматика санскритської мови. Він також відомий як відкривач «Закону Вакернагеля».

## Основні праці

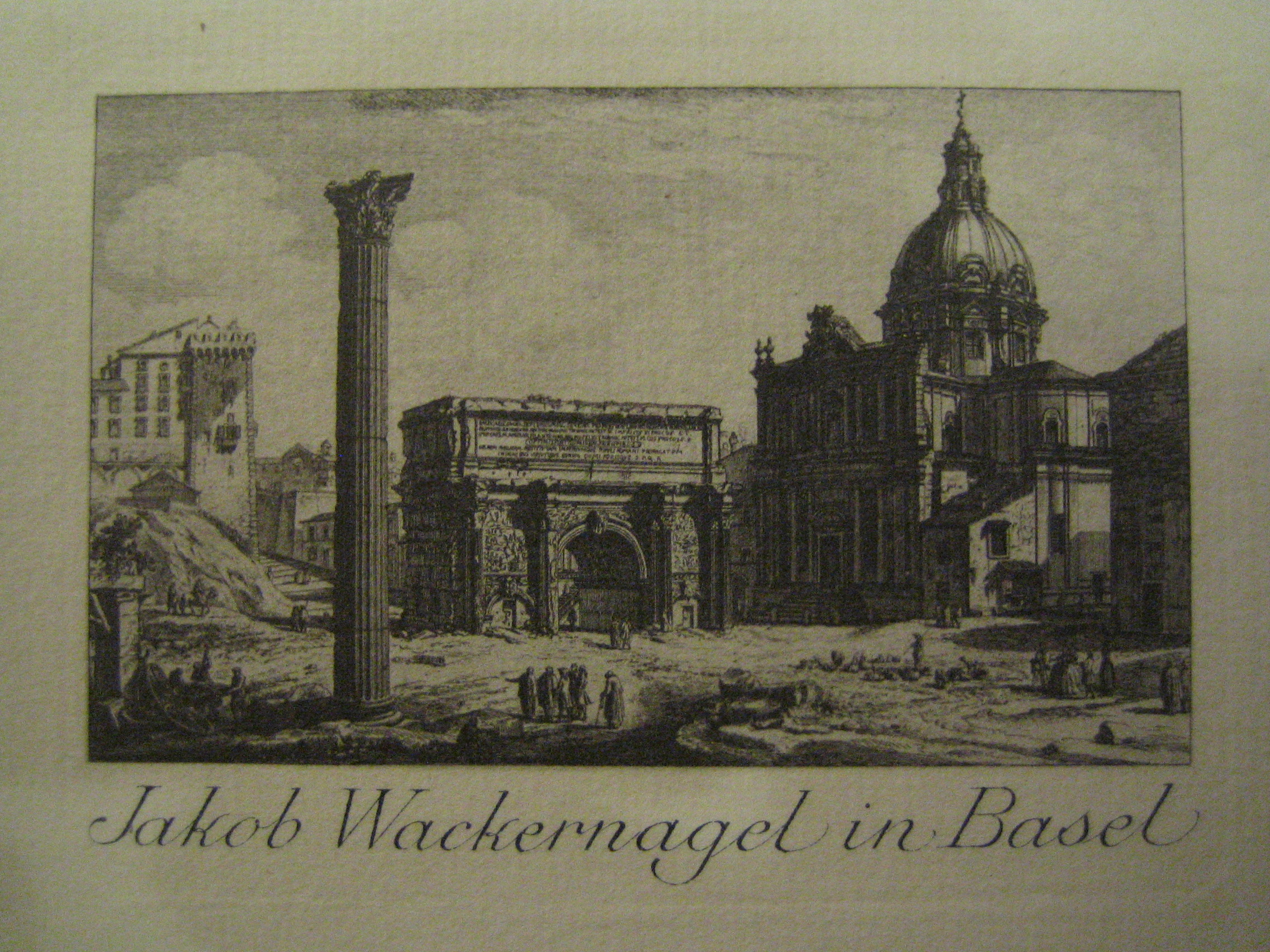
Екслібрис науковця Якоба Вакернагеля, 1897 р.

- Die epische Zerdehnung, «Beiträge zur Kunde der indogermanischen Spachen», 1878, Bd 4;
- Das Dehnungsgesetz der griechischen Komposita, Basel, 1889;
- Beiträge zur Lehre vorm griechischen Akzent, Basel. 1893;
- Vermischte Beiträge zur griechischen Sprachkunde, Basel, 1897;
- Sprachliche Untersuchungen zu Homer, Basel, 1916;
- Vorlesungen über Syntax mit besonderer Berücksichtigung von Griec hisch, Lateinisch und Deutsch, Bd I—2, Basel, 1920—24.